# L'eredità della regina
L'eredità della regina (The Boleyn Inheritance) è un romanzo storico della scrittrice britannica Philippa Gregory e fa parte di una serie di romanzi sulle mogli di Enrico VIII. Riguarda nuovamente le mogli di Enrico VIII, ed è ambientato a partire dal 1539.

## Trama
È il 1539 quando Enrico VIII sposa Anna di Clèves, al fine di assicurarsi un'alleanza solida contro Spagna e Francia, avvalendosi di antagonismi religiosi e politici.
Enrico ha già tre figli, nati dai precedenti matrimoni: Edoardo, unico maschio, avuto da Jane Seymour; Maria (celebre in futuro come “Maria la Cattolica” o “Maria la Sanguinaria” per la sua foga di convertire i protestanti anche a costo di farli uccidere, avuta da Caterina d'Aragona) ed Elisabetta, che diventerà Elisabetta I d'Inghilterra, secondogenita del re, avuta da Anna Bolena, che regnerà sull'Inghilterra per 45 anni e verrà ricordata come la Regina Vergine, poiché non si sposerà mai.
Anna di Clèves, poco avvezza alla vita di corte, rigida nella sua morale, e spaventata da questo volubile sovrano, vedrà la giovane Caterina Howard, cugina di Anna Bolena, appena quattordicenne, spodestarla dal suo ruolo di regina e diventare sovrana d'Inghilterra al posto suo. Enrico, infatti, perno centrale degli intrighi di corte, divorzierà  da Anna che non verrà mai incoronata regina, proprio come Jane Seymour e sposerà la giovinetta. Quest'ultima però seguirà i consigli di Jane Bolena, ai tempi moglie di visconte di Rochford  e cognata di Anna che lei stessa contribuì a far decapitare, e finirà con la testa sul ceppo, esattamente come la cugina, per aver tradito il re con Thomas Culpeper.